# ブリッジ回路
ブリッジ回路（ブリッジかいろ、bridge circuit）とは、ある導線からの電流が2つの並列回路に分かれたあと別の1つの導線で再結合し、閉回路を形成している電気回路である。当初は計測に使われていたが、電源回路でも使われる。

ホイートストンブリッジの回路図

最もよく知られているブリッジ回路は、電気抵抗の計測に使われるホイートストンブリッジである。サミュエル・ハンター・クリスティが発明し、チャールズ・ホイートストンが改良した。4つの抵抗器が四角形に接続されていて、そのうち1つが未知の抵抗器 (Rx) 、別の1つは可変抵抗器 (R2) 、残りの2つは固定抵抗器 (R1,R3) である。ある対角 (A,C) には電池などの電源を、別の対角 (D,B) には検流計 (VG) を接続して、検流計がゼロを示すように可変抵抗器を調節する。この時、可変抵抗器の値と隣の抵抗器の値の比率 (R2/R1) と、未知の抵抗器と隣の抵抗器の値の比率 (Rx/R3) が等しいことから、未知の抵抗器 (Rx) の値を求めることができる。
交流回路のインピーダンス測定にもホイートストンブリッジが応用され、ウィーンブリッジ、マクスウェルブリッジ、ヘビサイドブリッジなどが開発された。どれも同じ原理で動作し、同じ信号源に接続されている2つのポテンショメータからの出力を比較する。
電源回路におけるブリッジ回路（ブリッジ整流器とも）とは、ダイオード（または類似の素子）を組み合わせて電流を整流する回路である。交流の電流を直流の電流に変換したり、直流電源のプラス・マイナスをどちらに接続しても構わないようにするために使われる。
直流モーターの制御では、Hブリッジ回路を使って回転方向を制御することがある。